# Liste de jeux Windows (R)
Cette liste de jeux Windows dont le titre commence par la lettre R recense des jeux vidéo sortis sur le système d'exploitation Windows pour PC.
Pour un souci de cohérence, la liste utilise les noms français des jeux, si ce nom existe.
Cette liste est découpée, il est possible de naviguer entre les pages via le sommaire.
- R.A.W. - Realms of Ancient War
- R.I.P.D. The Game
- R.U.S.E.
- R-Type Final 2
- Race 07
- Race: The Official WTCC Game
- Race Driver: GRID
- Race On
- Race the Sun
- Racer
- Racing Simulation 3
- Rad
- Rad Rodgers
- Radiation Island
- Radirgy Noa
- Raft
- Rag Doll Kung Fu
- Rage
- Rage 2
- Rage of Mages
- Ragnarök Online
- Ragnarök Online 2: Legend of the Second
- Raid: World War II
- Raiden
- Raiden II
- Raiden III
- Raiden IV
- Raiden V
- Raiden Legacy
- Raiden Fighters
- Raiden Fighters 2: Operation Hell Dive
- Raiden Fighters Jet
- RaiderZ
- Raids of Nohosphere
- Rail Simulator
  - Rail Simulator: Official Expansion Pack
- Railroad Pioneer
- Railroad Tycoon II
  - Railroad Tycoon II: The Second Century
- Railroad Tycoon 3
- Rails Across America
- Railway Empire
- Rain World
- Raiponce, le jeu vidéo
- Raji: An Ancient Epic
- RalliSport Challenge
- Rally Championship (1996)
- Rally Championship 2002
- Rally Masters
- Rally Trophy
- Rama
- Rambo: The Video Game
- Rampage World Tour
- Randal's Monday
- Rapala Pro Fishing
- Rapanui
- RapeLay
- Rappelz
- Raptor: Call of the Shadows
- Rapture Rejects
- Ratatouille
- Rats: Time Is Running Out!
- Raven, The: Legacy of a Master Thief
- Ravage D.C.X.
- Raven Squad: Operation Hidden Dagger
- Raven's Cry
- Ravensword: Shadowlands
- Ray Gigant
- Raycatcher
- RayCrisis
- Rayman
- Rayman 2: The Great Escape
- Rayman 3: Hoodlum Havoc
- Rayman contre les lapins crétins
- Rayman Junior
- Rayman M
- Rayman Origins
- Rayman Legends
- RayStorm
- Razbitume !
- Les Razmoket à Paris, le film
- Razmoket rencontrent les Delajungle, Les
- Razmoket, Les : Munchin Island
- Razmoket, Les : Totally Angelica - Boredom Buster
- RC Cars
- Re-Mission
- Re-Mission 2
- Re-Volt
- Reach for the Stars
- Read Only Memories
- Reah: Face the Unknown
- Real Bout Fatal Fury Special
- Real Farm
- Real Heroes: Firefighter
- Real Pool
- Real Pool 2
- Real War
  - Real War: Rogue States
- Real World Golf
- Real World Golf 2007
- Really? Really!
- Realm of the Mad God
- Realm Royale
- Realms of Arkania: Blade of Destiny
- Realms of the Haunting
- Realpolitiks
- Reap, The
- Reaper: Tale of a Pale Swordsman
- Rebel Galaxy
- Rebel Galaxy Outlaw
- Rebel Moon Rising
- Rebel Raiders: Operation Nighthawk
- Rebels: Prison Escape
- Rebelle
- Rebelles de la forêt, Les
- Receiver
- Recettear: An Item Shop's Tale
- Recoil
- ReCore
- Red Baron II
- Red Baron 3-D
- Red Dead Redemption
- Red Dead Redemption II
  - Red Dead Online
- Red Faction
- Red Faction II
- Red Faction: Guerrilla
- Red Faction: Armageddon
- Red Jets
- Red Johnson's Chronicles
- Red Johnson's Chronicles: One Against All
- Red Light Center
- Red Ocean
- Red Orchestra: Ostfront 41-45
- Red Orchestra 2: Heroes of Stalingrad
- Red Shark
- Red Strings Club, The
- Redeemer
- Redfall
- Redjack : La Revanche des pirates
- Redline Racer
- Redline: Gang Warfare 2066
- Redneck Deer Huntin'
- Redneck Rampage Rides Again
- Redneck Rampage: Suckin' Grits on Route 66
- Refunct
- Regiment, The: Close Quarters Counter-Terrorism
- Reigns
- Reigns: Game of Thrones
- Reigns: Her Majesty
- Rekoil
- Remember 11: The Age of Infinity
- Remember Me
- Remnant: From the Ashes
- Remothered: Broken Porcelain
- René Arnoux Karting
- Renegade Ops
  - Renegade Ops: Cold Strike
- Renegade Racers
- Renowned Explorers
- Reprobates : Aux portes de la mort
- Republic: The Revolution
- République
- Requiem: Avenging Angel
- Requiem: Memento Mori
- Requital
- Reservoir Dogs
- Reset Generation
- Resident Evil (1996)
- Resident Evil (2002)
- Resident Evil 2 (1998)
- Resident Evil 2 (2019)
- Resident Evil 3: Nemesis (1999)
- Resident Evil 3 (2020)
- Resident Evil 4
- Resident Evil 5
- Resident Evil 6
- Resident Evil 7: Biohazard
- Resident Evil Village
- Resident Evil: Operation Raccoon City
- Resident Evil: Revelations
- Resident Evil: Revelations 2
- Resident Evil: Survivor
- Resonance
- Resonance of Fate
- Restaurant Empire
- Restaurant Empire II
- Retour sur l'île mystérieuse
- Retour sur l'île mystérieuse 2
- Retour vers le futur, le jeu
- Retro City Rampage
- Retro Game Crunch
- Retro/Grade
- Return Fire
- Return Fire 2
- Return of the Obra Dinn
- Return to Castle Wolfenstein
- Return to Krondor
- Return to Zork
- Reus
- Revelation Online
- Revelations: Persona
- Revenant
- Revenge of the Titans
- Revolution
- Revolver360 Re:Actor
- Rewrite
- Rex Nebular and the Cosmic Gender Bender
- Rez Infinite
- rFactor
- rFactor 2
- Rhiannon : La Malédiction des Quatre Branches
- RHEM : Le Monde ultime
- RHEM 2 : La Cité interdite
- RHEM 3 : La Bibliothèque secrète
- RHEM 4 : Les Fragments dorés
- Ri-li
- Riichi City
- Richard and Alice
- Richard Burns Rally
- Richesses du monde
- Rick and Morty Simulator: Virtual Rick-ality
- Ricochet
- Ricochet Infinity
- Ricochet Lost Worlds
- Ricochet Lost Worlds: Recharged
- Riddle of the Sphinx
- Ride
- Ride 2
- Ride 3
- Ride to Hell: Retribution
- Riders Republic
- Ridge Racer Unbounded
- Riff: Everyday Shooter
- Rift: Planes of Telara
- Rig 'n' Roll
- Rigs of Rods
- Riichi City × STEINS;GATE
- RIM: Battle Planets
- Rime
- RimWorld
- Ring : L'Anneau des Nibelungen
- Ring II
- Ring of Elysium
- Ripper
- Rise and Fall: Civilizations at War
- Rise and Rule of Ancient Empires, The
- Rise of Incarnates
- Rise of Nations
  - Rise of Nations: Thrones and Patriots
- Rise of Nations: Rise of Legends
- Rise of Prussia
- Rise of the Argonauts
- Rise of the Tomb Raider
- Rise of the Triad (1995)
- Rise of the Triad (2013)
- Rise of Venice
- Rise: Race the Future
- Risen
- Risen 2: Dark Waters
- Risen 3: Titan Lords
- Rising Force Online
- Rising Kingdoms
- Rising Lands
- Rising Storm
- Rising Storm 2: Vietnam
- Rising Sun
- Risk (1991)
- Risk (2007)
- Risk II
- Risk: Factions
- Risk: The Game of Global Domination (1996)
- Risk: The Game of Global Domination (2016)
- Risk: Gold Edition
- Risk: The Official Game
- Risk of Rain
- Risk of Rain 2
- Rival Realms
- Rivals of Aether
- Rive
- Riven
- River City Melee: Battle Royal Special
- River City Ransom: Underground
- Riverworld
- Road Avenger
- Road Fighter
- Road Not Taken
- Road Rash
- Road to India
- Robert D. Anderson and The Legacy Of Cthulhu
- Robert E. Lee: Civil War General
- Robin Hood: Defender of the Crown
- Robin Hood : La Légende de Sherwood
- Robin Hood's Quest
- Robinson: The Journey
- Roblox
- Robo Recall
- RoboBlitz
- Robocode
- Robocop
- Robocraft
- RoboRumble
- RoboSport
- Robot Arena
- Robot Arena 2: Design and Destroy
- Robot Arena 3
- Robot Wars: Arenas of Destruction
- Robot Wars: Extreme Destruction
- Robots
- Rochard
- Rock and Roll Jeopardy!
- Rock Manager
- Rock of Ages
- Rock of Ages II: Bigger and Boulder
- Rock of Ages III: Make and Break
- Rocket Arena (1997)
- Rocket Arena (2020)
- Rocket Jockey
- Rocket Knight
- Rocket League
- Rocket Power: Extreme Arcade Games
- Rocket Riot
- Rocketbirds: Hardboiled Chicken
- RocketBowl
- Rockets Rockets Rockets
- Rocksmith
- Rocksmith+
- Rocksmith 2014
- Rocky Mountain Trophy Hunter
  - Rocky Mountain Trophy Hunter: Alaskan Expedition
- Rocky Mountain Trophy Hunter 2
- Rocky Mountain Trophy Hunter 3
- Roger Lemerre : La Sélection des champions 2005 - Pro Edition
- Rogue Company
- Rogue Legacy
- Rogue Stormers
- Rogue Trooper
- Rogue Warrior
- Roi lion, Le : Atelier de jeux
- Rois de la glisse, Les
- Rokh
- Roland Garros 97
- Roland Garros 98
- Roland Garros 99
- Roland Garros 2000
- Roland Garros 2001
- Roland Garros 2002
- Roland Garros 2003
- Rolie Polie Olie
- Rollcage
- Rollcage Stage II
- Roller Champions
- RollerCoaster Tycoon
  - RollerCoaster Tycoon : Nouvelles Attractions
  - RollerCoaster Tycoon : Loopings en folie
- RollerCoaster Tycoon 2
  - RollerCoaster Tycoon 2: Time Twister
  - RollerCoaster Tycoon 2: Wacky Worlds
- RollerCoaster Tycoon 3
  - RollerCoaster Tycoon 3 : Délires aquatiques !
  - RollerCoaster Tycoon 3 : Distractions sauvages !
- RollerCoaster Tycoon World
- Romance of the Three Kingdoms II
- Romance of the Three Kingdoms III
- Romance of the Three Kingdoms IV: Wall of Fire
- Romance of the Three Kingdoms V
- Romance of the Three Kingdoms VI: Awakening of the Dragon
- Romance of the Three Kingdoms VII
- Romance of the Three Kingdoms VIII
- Romance of the Three Kingdoms IX
- Romance of the Three Kingdoms X
- Romance of the Three Kingdoms XI
- Romance of the Three Kingdoms 12
- Romance of the Three Kingdoms XIII
- Romance of the Three Kingdoms XIV
- Romancia
- Romancing SaGa 2
- Rome : Le Testament de César
- Rome: Total War
  - Rome: Total War - Barbarian Invasion
  - Rome: Total War - Alexander
- Ronin
- Roogoo
- Room 669
- Room, The
- Room VR, The: A Dark Matter
- Room Zoom: Race for Impact
- Rooms: The Main Building
- Root Letter
- Rose Guns Days
- ROSE Online
- Rotastic
- Roue du temps, la
- Roundabout
- Route d'Eldorado, La : Pour l'or et la gloire
- Routes
- Royaumes d'Amalur, Les : Reckoning
- RPM Tuning
- RRootage
- RTL Winter Sports 2008: The Ultimate Challenge
- Rubik's Games
- Rugby 2000
- Rugby 2001
- Rugby 2004
- Rugby 2005
- Rugby 06
- Rugby 08
- Rugby 15
- Rugby 18
- Rugby 20
- Rugby Challenge
- Rugby Challenge 2
- Rugby Challenge 3
- Rugby Challenge 2006
- Rugby League
- Rugby League 2
- Rugby League Live
- Rugby World Cup 2015
- Ruined King: A League of Legends Story
- Ruiner
- Rulers of Nations: Geo-Political Simulator 2
- Rules of Survival
- Runaway: A Road Adventure
- Runaway 2: The Dream of the Turtle
- Runaway: A Twist of Fate
- Rune
  - Rune: Halls of Valhalla
- Runemaster
- Runes of Magic
- RuneScape
- Runner 3
- Rush : Une aventure Disney-Pixar
- Rush for Berlin
  - Rush for Berlin: Rush for the Bomb
- Rust
- Rusty Hearts
- Rusty Lake: Hotel
- Rusty Lake: Paradise
- Rusty Lake: Roots
- Rybka
- Rymdkapsel
- Ryse: Son of Rome
- Ryzom
- Ryzom Ring

| Sommaire : | Haut - A B C D E F G H I J K L M N O P Q R S T U V W X Y Z 0-9 |